# کور، ناشنوا و بی‌صدا
«کور، ناشنوا و بی صدا» تک‌آهنگی از هنرمند اهل کلمبیا شکیرا است.
این تک‌آهنگ در چارت‌ بهترین ترانه های لاتین بیلبورد، در رتبه اول قرار گرفت.